# Mike Reinfeldt
Michael Ray Reinfeldt (* 6. Mai 1953 in Baraboo, Wisconsin) ist ein ehemaliger US-amerikanischer American-Football-Spieler auf der Position des Safeties und American-Football-Funktionär. Er spielte während seiner Profikarriere für die Oakland Raiders und die Houston Oilers in der National Football League (NFL).

## Frühe Jahre
Reinfeldt ging in seiner Geburtsstadt Baraboo auf die Highschool. Später besuchte er die University of Wisconsin–Milwaukee.

## NFL

### Oakland Raiders
Reinfeldt unterschrieb 1975 einen Vertrag bei den Oakland Raiders. Er wurde nach dem zweiten Spieltag der Saison 1976 zu den Houston Oilers getradet.

### Houston Oilers
Am 13. Spieltag der Saison, im Spiel gegen die Cleveland Browns, fing er seine erste Interception in der NFL. Er war in insgesamt acht Saisons für dei Oilers aktiv. In der NFL-Saison 1979 fing er die meisten Interceptions der Liga (12) und wurde anschließend auch in den Pro Bowl gewählt.

## Nach der Spielerkarriere
Reinfeldt war nach seiner Spielerkarriere in zahlreichen Funktionärspositionen bei verschiedenen NFL-Teams tätig. So gehörte er unter anderem acht Jahre den Green Bay Packers an (1991–1998). Von 1985 bis 1988 war er auch schon bei den Los Angeles Raiders Finanzchef. Von 2007 bis 2012 war er General Manager bei den Tennessee Titans.